# Janegara
Janegara is een bestuurslaag in het regentschap Brebes van de provincie Midden-Java, Indonesië. Janegara telt 3430 inwoners (volkstelling 2010).